# جرد برد
جرد برد (انگلیسی: Jared Bird؛ زادهٔ ۱ ژانویهٔ ۱۹۹۸) بازیکن فوتبال است.
از باشگاه‌هایی که در آن بازی کرده‌است می‌توان به باشگاه فوتبال یئوویل تاون اشاره کرد.